# Temple protestant (Châlons-en-Champagne)

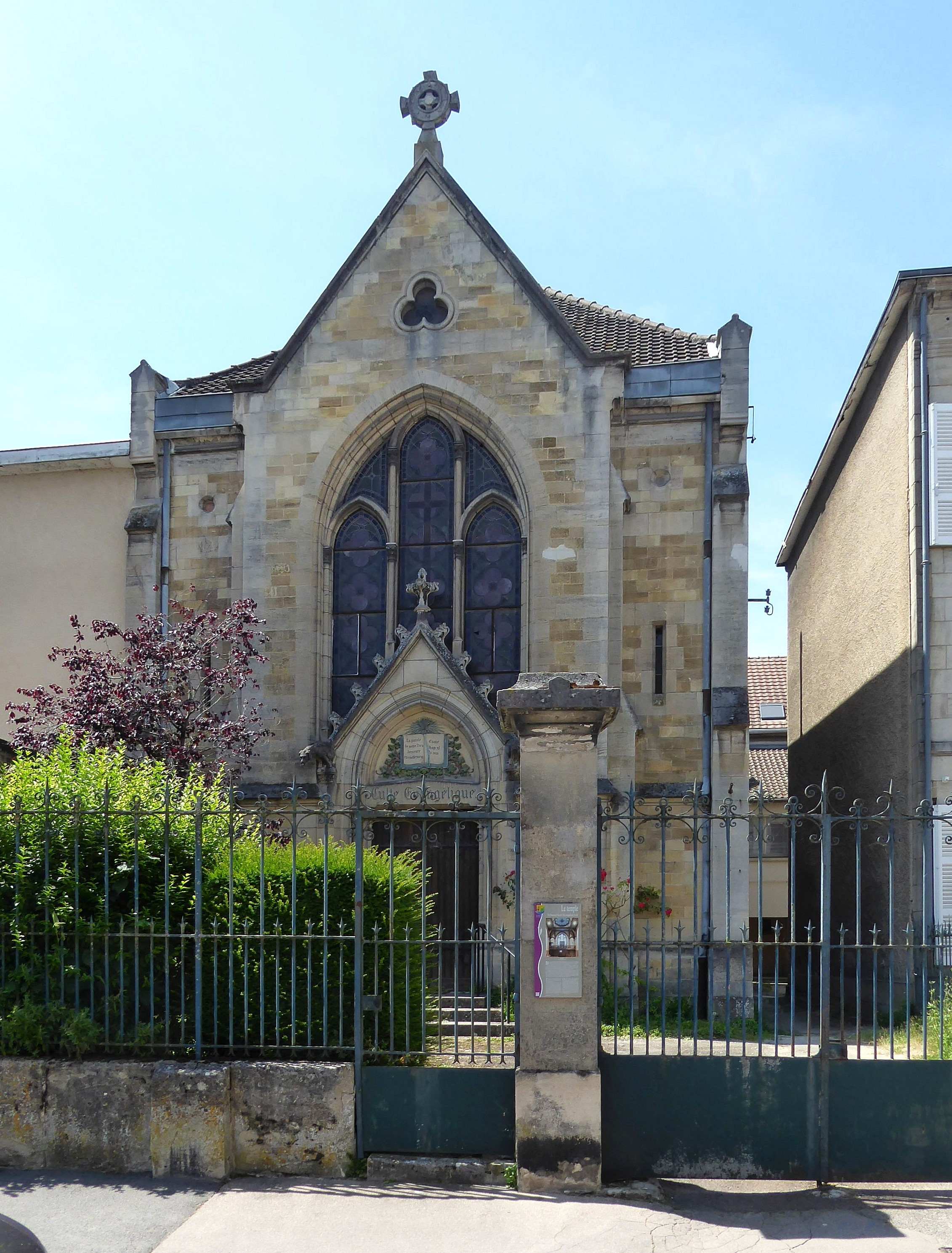
Der Temple protestant in Châlons-en-Champagne

Der Temple protestant (auch: Église réformée, deutsch Reformierte Kirche) ist ein Kirchengebäude der Vereinigten Protestantischen Kirche Frankreichs in  Châlons-en-Champagne im  Département Marne in der Region Grand Est. Die Kirche befindet sich in der Altstadt von Châlons in der Rue Lochet direkt gegenüber der Synagoge und ist im Verzeichnis des architektonischen Erbes Frankreichs gelistet.

## Geschichte
Nach der Verkündung des Edikts von Nantes im Jahr 1598 hatte sich eine reformierte Gemeinde zunächst in Compertrix gebildet. Später wurde eine eigene Kirche in Fagnières errichtet, die 1688 nach der Aufhebung des Edikts von Nantes zerstört wurde, wodurch die protestantische Gemeinde bis zum Toleranzedikt von 1787 in den Untergrund gedrängt wurde. Der Kaufmann Jacquesson ermöglichte später auf seinem Grundstück in Fagnières Gottesdienste. Nach seinem Weggang im Jahr 1874 wurde dieser Ort in die Rue de Choiseul in Châlons verlegt, doch erst 1875 wurde offiziell eine Pfarrstelle geschaffen. Pfarrer Andrault erwarb daraufhin mit Unterstützung von Paul Krug aus Reims ein Grundstück in der Rue Lochet.
Der Kirche wurde im Stil der Neugotik zwischen 1880 und 1881 nach den Plänen des Architekten Louis Gillet erbaut. Die Grisaille-Buntglasfenster sind ein Werk des Glasmachermeisters Champigneulle aus Reims. Der Bau einer größeren neuen Kirche war nach dem Krieg von 1870/71 durch die Ankunft von reformierten Gläubigen aus dem Elass und Lothringen sowie durch den Zuzug von protestantischen Beamten notwendig geworden. Die Orgel auf der Empore des Gotteshauses vor dem großen Fenster über dem Portal wurde zwischen 1840 und 1850 von einem unbekannten Orgelbauer geschaffen und befand sich vor ihrer Aufstellung in der Kirche ursprünglich in der protestantischen Schule. Das Instrument wurde um 1990 durch Philippe Hartmann restauriert. Das Instrument umfasst ein Manual mit drei Registern und Pedal.